# 金廣つぼみ
金廣 つぼみ（かねひろ つぼみ、1919年(大正8年)？ - 没年不明）は日本の女性歌手。
戦前にうぐいす芸者歌手として活躍した。

## 経歴
名古屋で芸者になる。1937年(昭和12年)7月、18歳のときビクターから『想ひのこして』で歌手デビュー。その後は『銃後の祈り』や『雪の黒龍江』、『雪の戦線』などの戦時歌謡で知られた。
国立国会図書館リサーチでは1937年(昭和12年)から1941年(昭和16年)までレコード発売が確認できる。その後は不明。